# Acromyrmex coronatus
Acromyrmex coronatus là một loài kiến ăn lá Tân Thế giới, trong họ Myrmicinae thuộc chi Acromyrmex. Loài này thuộc một trong hai chi kiến nấm thuộc tông Attini.

## Phụ loài
- Acromyrmex coronatus andicola
- Acromyrmex coronatus globoculis
- Acromyrmex coronatus importunus
- Acromyrmex coronatus panamensis
- Acromyrmex coronatus rectispinus